# Raed Chabab Gharb d'Oran
Pour les articles homonymes, voir RCGO.
Maillots
Dernière mise à jour : 24 mars 2013.
Le Raed Chabab Gharb d'Oran (en arabe : رائد شباب غرب وهران), plus couramment abrégé en RCG Oran, est un club algérien de football fondé en 1947 et basé dans la ville d'Oran. Il joue en rouge et noir et évolue au Stade Lahouari Benahmed.
Le club est l'une des meilleurs écoles du pays et nombreux de ses joueurs ont évolué par la suite à l'ASM Oran, au MC Oran et dans d'autres grands clubs du pays.

## Histoire

### Fondation du club
Le club a été fondé en 1947 à Cité Petit (actuellement Hai El Badr) à Oran par les colons européens sous le nom de Racing Club de Cité Petit et parmi eux il y avait des algériens, Bouabdellah et Baba. Mohamed Baghni et Malti étaient les premiers entraineurs du club. Parmi les premiers a évoluer dans le club étaient Hamou, Mohamed Ouadi (Nigri), Maysoum Sansaoui et Benhaoua.

### Après l'indépendance
Avec l'indépendance du pays en 1962 et le départ des colons, le club a été rebaptisé deux ans après en 1964 en Raed Chabab d'Oran (RC Oran) 
sous la houlette de l'entraîneur Miloud Nehari, frère de Bouabdallah Nehari, joueur du MC Oran, et sous la houlette de Hadj Hacène, avec des stars qui étaient, Noureddine Dala et Lahcèn Bridji. Sans oublier Kamal Dinalou, le père de l'ancien international Moulay Haddou, Mohamed Tama, Kambou et El Ghouti Fouatih.
En 1972, le club prend le nom du Raed Chabab Ghabat d'Oran à la suite de son intégration a l'ONTF (Office des Forets), me club connaitra plusieurs succès surtout chez les catégories des jeunes où il activera trois finales de Coupe d'Algérie chez les cadets dont une victoire en 1974 et une finale chez les juniors. Chez les seniors, beaucoup d'autres grands joueurs évolueront dans le club comme Sid Ahmed Belkedrouci, Miloud Kébir, Belmahi, Benomar, Hadj Merit, Said Haddouche et bien d'autres. Le club accède même en première division lors de la saison 1976-1977 avec comme entraineur l'ancienne star du club, Lahcèn Bridji. Mais le club restera qu'eune seule année en division une après que l'office des Forêts s'est retiré de sa gestion, et par la suite une migration massive de ses joueurs.

### La réforme sportive
En 1977 et dans le cadre de la réforme sportive, le club est repris  par la Société nationale de sidérurgie (SNS) est prend le nom de SNS Oran puis ECTT Oran jusqu'en 1987 et la fin de la réforme sportive où le club prend le nom de Raed Chabab Gharb d'Oran.

## Palmarès
| Compétitions nationales               |
| ------------------------------------- |
| - Ligue 2 (1) : - Champion : 1975-76. |

### Palmarès des jeunes
Junior
- Coupe d'Algérie Junior
  - Finaliste : 1971, 1976, 1989.

Cadets (U15)
- Coupe d'Algérie Cadets
  - Vainqueur : 1974.
  - Finaliste : 1970, 1999.

## Parcours

### Classement en championnat par année
- 1962-63 : D1, Créturium d'Honneur - Gr. Ouest, 7e
- 1963-64 : D1, Division d'Honneur Ouest, 10e
- 1964-65 : D2, DH - Gr. Ouest, 5e
- 1965-66 : D2, DH - Gr. Ouest, 8e
- 1966-67 : D3, DH - Gr. Ouest, 4e
- 1967-68 : D3, DH - Gr. Ouest, 7e
- 1968-69 : D3, DH - Gr. Ouest, 3e
- 1969-70 : D3, DH - Gr. Ouest, ?e
- 1970-71 : D3, DH - Gr. Ouest, ?e
- 1971-72 : D3, DH - Gr. Ouest, Champion
- 1972-73 : D2, National II - Gr. Ouest, 12e
- 1973-74 : D2, National II - Gr. Ouest, 7e
- 1974-75 : D2, National II - Gr. Ouest, 6e
- 1975-76 : D2, National II Ouest, Champion
- 1976-77 : D1, National I, 13e
- 1977-78 : D2, National II - Gr. Ouest, 8e
- 1978-79 : D2, National II - Gr. Ouest, 10e
- 1979-80 : D3, DH Ouest groupe ?, ?e
- 1980-81 : D3, DH Ouest groupe ?, ?e
- 1981-82 : D3, DH Ouest groupe ?, ?e
- 1982-83 : D3, DH Ouest groupe ?, ?e
- 1983-84 : D3, DH Ouest groupe ?, ?e
- 1984-85 : D3, DH Ouest groupe ?, ?e
- 1985-86 : D3, DH Ouest groupe ?, ?e
- 1986-87 : D3, DH - Gr. Ouest, 5e
- 1987-88 : D3, DH - Gr. Ouest, 2e
- 1988-89 : D3, D Régional - Gr. Ouest, 5e
- 1989-90 : D3, Régional - Gr. Ouest, 3e
- 1990-91 : D3, Régional - Gr. Ouest, 6e
- 1991-92 : D2, Division 2 - Gr. Ouest, 11e
- 1992-93 : D2, Division 2 - Gr. Ouest, 10e
- 1993-94 : D2, Division 2 - Gr. Ouest, 5e
- 1994-95 : D2, Division 2 - Gr. Ouest, 15e
- 1995-96 : D3, Régional - Gr. Ouest, 12e
- 1996-97 : D3, Régional - Gr. Ouest, 14e
- 1997-98 : D3, Régional - Gr. Ouest, 14e
- 1998-99 : D3 ,Régional - Gr. Ouest, 7e
- 1999-00 : D4, Régional Ouest - Gr. Ouest, 6e
- 2000-01 : D3, DH - Gr. Ouest, 6e
- 2001-02 : D3, DH - Gr. Ouest, 9e
- 2002-03 : D3, DH - Gr. Ouest, 8e
- 2003-04 : D3, DH - Gr. Ouest, ?e
- 2004-05 : D?, ? - Gr. Ouest, ?e
- 2005-06 : D?, ? - Gr. Ouest, ?e
- 2006-07 : D?, ? - Gr. Ouest, ?e
- 2007-08 : D?, ? - Gr. Ouest, ?e
- 2008-09 : D?, ? - Gr. Ouest, ?e
- 2009-10 : D?, ? - Gr. Ouest, ?e
- 2010-11 : D?, ? - Gr. Ouest, ?e
- 2011-12 : D?, ? - Gr. Ouest, ?e
- 2012-13 : D?, ? - Gr. Ouest, ?e
- 2013-14 : D?, ? - Gr. Ouest, ?e
- 2014-15 : D?, ? - Gr. Ouest, ?e
- 2015-16 : D?, ? - Gr. Ouest, ?e
- 2016-17 : D6, Régional II - Gr. A, 4e
- 2017-18 : D6, Régional II - Gr. A, 7e
- 2018-19 : D6, Régional II - Gr. A, 3e
- 2019-20 : D6, Régional II - Gr. A, 4e
- 2020-21 : championnat annulé
- 2021-22 : D6, Régional II -(ligue régional d'oran ) - Gr. A, Champion
- 2022-23 : D5, Régional I(ligue d'oran)-  4éme

### Parcours du RCGO en coupe d'Algérie
| Saison  | Tour           | Matchs               | Résultats     |
| ------- | -------------- | -------------------- | ------------- |
| 1962-63 | ?              | ?                    | ?             |
| 1963-64 | 1/64 finale    | CAM Mostaganem       | 3-4 a.p       |
| 1964-65 | 1/16 finale    | GC Mascara           | 1-0           |
| 1965-66 | 1/16 finale    | ASM Oran             | 0-0 corn 7-6  |
| 1966-67 | 1/8 de finale  | USM Sétif            | 1 -2          |
| 1967-68 | 1/32 finale    | SCM Oran             | 3-2           |
| 1968-69 | 1/32 finale    | USM Oran             | 2-1 a.p       |
| 1969-70 | 1/32 finale    | SCM Oran             | 3-2           |
| 1970-71 | 1/64 finale    | MC Oran              | 1-0           |
| 1971-72 | 1/16 finale    | MC Alger             | 3-0           |
| 1972-73 | ?              | ?                    | ?             |
| 1973-74 | 1/32 finale    | CC Sig               | 4-2           |
| 1974-75 | 1/8 de finale  | MO Constantine       | 1-0           |
| 1975-76 | 1/16 finale    | AR El Harrach        | 2-1           |
| 1976-77 | 1/16 de finale | ES Sétif             | 1-0           |
| 1977-78 | ?              | ?                    | ?             |
| 1978-79 | ?              | ?                    | ?             |
| 1979-80 | ?              | ?                    | ?             |
| 1980-81 | ?              | ?                    | ?             |
| 1981-82 | 1/32 finale    | WA Tlemcen           | 1-0           |
| 1982-83 | 1/16 finale    | WA Boufarik          | 1-1 t.a.b     |
| 1983-84 | ?              | ?                    | ?             |
| 1984-85 | ?              | ?                    | ?             |
| 1985-86 | 1/32 finale    | CS Université d'Oran | 2-1 a.p       |
| 1986-87 | ?e T.R         | ?                    | ?             |
| 1987-88 | 1/16 finale    | JS Kabylie           | 2-0           |
| 1988-89 | 1/32 finale    | SC Mecheria          | 3-3 t.a.b 5-3 |
| 1989-90 | N.J            | N.J                  | N.J           |
| 1990-91 | ?e T.R         | ?                    | ?             |
| 1991-92 | 1/4 finale     | CS Constantine       | 2-0           |
| 1992-93 | N.J            | N.J                  | N.J           |
| 1993-94 | 1/32 finale    | NA Hussein Dey       | 0-0 t.a.b 3-2 |
| 1994-95 | ?e T.R         | ?                    | ?             |
| 1995-96 | 4e T.R         | SCM Oran             | 2-1           |
| 1996-97 | ?e T.R         | ?                    | ?             |
| 1997-98 | ?e T.R         | ?                    | ?             |
| 1998-99 | ?e T.R         | ?                    | ?             |
| 1999-00 | 1/16 finale    | CS Constantine       | 2-0           |
| 2000-01 | ?e T.R         | ?                    | ?             |
| 2001-02 | 3e T.R         | RC Relizane          | 3-3 t.a.b     |
| 2002-03 | 1/32 finale    | USM Alger            | 3-0 forfait   |
| 2003-04 | ?e T.R         | ?                    | ?             |
| 2004-05 | ?e T.R         | ?                    | ?             |
| 2005-06 | ?e T.R         | ?                    | ?             |
| 2006-07 | ?e T.R         | ?                    | ?             |
| 2007-08 | ?e T.R         | ?                    | ?             |
| 2008-09 | 2e T.R         | IRM Bel Abbes        | 2-1           |
| 2009-10 | T.R prélim     | ?                    | ?             |
| 2010-11 | ?e T.R         | ?                    | ?             |
| 2011-12 | 3e T.R         | ?                    | ?             |
| 2012-13 | 2e T.R         | CRB Sfisef           | ?             |
| 2013-14 | ?e T.R         | ?                    | ?             |
| 2014-15 | ?e T.R         | ?                    | ?             |
| 2015-16 | T.R prélim     | Olympique Arzew "3"  | 2-1           |
| 2016-17 | ?e T.R         | ?                    | ?             |
| 2017-18 | ?e T.R         | ?                    | ?             |
| 2018-19 | ?e T.R         | ?                    | ?             |
| 2019-20 | ?e T.R         | ?                    | ?             |

### Statistiques Tour atteint
le RCGO à participer en 55 édition, éliminé au tours régionale - fois et atteint les tours finale 15 fois.
| Édition | 1er tour | 2e tour | 3e tour | 4e tour | 64e de finale | 32e de finale | 16e de finale | 8e de finale | Quart de finale | Demi-finale | Finale | Champion |
| ------- | -------- | ------- | ------- | ------- | ------------- | ------------- | ------------- | ------------ | --------------- | ----------- | ------ | -------- |
| 55      | 00       | 00      | 00      | 01      | 01            | 08            | 06            | 00           | 01              | 00          | 00     | 00       |

## Joueurs emblématiques
- Equipe type au play-off ouest du 1re Critéruim d'Honneur(1962-1963); Malti (gardien de but), Benmohamed, Koudia, Ouadi, Tassa, Belarbi, Fouatih, Missoum, Tamengo, Ouina, Bridji[4]

Voici la liste des joueurs emblématiques qui ont joué ou qui ont été formés au club:
- Youcef Belaïli
- Sid Ahmed Belkedrouci
- Kouider Boukessassa
- Baghdad Bounedjah
- Mohamed Bensmaine
- Lahcène Bridji
- Sofiane Daoud
- Noureddine Dala (Tamango)
- Mokhtar Kechamli
- Abdelkader Tlemçani
- Boumedine Baghdad Nessredinne

## Identité du club

### Historique des noms officiels du club
| Racing Club de Cité Petit (RCCP) |
| -------------------------------- |

| Raed Chabab d'Oran (RCO) |
| ------------------------ |

| Raed Chabab Ghabat d'Oran (RCGO) |
| -------------------------------- |

| Société Nationale de Sidérurgie d'Oran (SNSO) |
| --------------------------------------------- |

| ECTT Oran (ECTTO) |
| ----------------- |

| Raed Chabab Gharb d'Oran (RCGO) |
| ------------------------------- |